# Dubloen

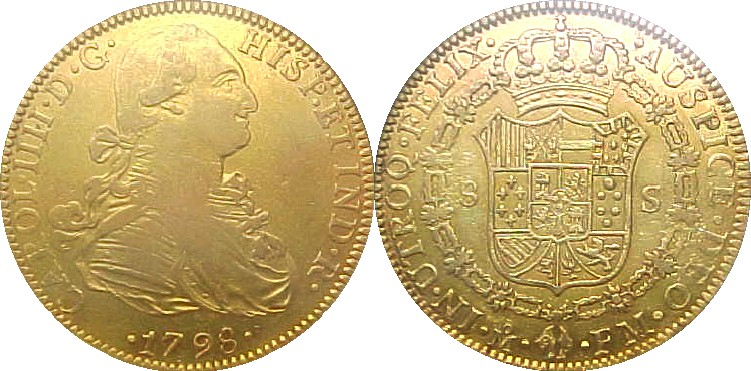
Spaanse gouden 4-dubloen munt (8 escudos), uit Mexico-stad, 1798.

Een dubloen is een Spaanse goudmunt met een waarde van twee escudo's, met een gewicht van 6,77 gram. Ze werd van 1537 tot 1833 geslagen en zowel in Spanje als de Spaanse kolonies gebruikt.
Buiten Spanje was de munt (met name in Frankrijk) ook bekend onder de naam pistool (Pistole) en werd een enkele escudo ook wel aangeduid als Pistolet.
Naar het Spaanse voorbeeld werden verscheidene andere gouden munten geslagen, zoals de Louis d'or in Frankrijk, de Friedrich d'or in Pruisen en de Zwitserse dubloen, ook als Duplone geschreven.